# 중국공산당 중앙국가안전위원회
중국공산당 중앙국가안전위원회(중국어 간체자: 中央国家安全委员会, 병음: Zhōngyāng Guójiā'ānquán Wěiyuánhuì, 영어: National Security Commission of the Chinese Communist Party)는 중국 공산당 산하 기관으로, 중국의 국가안전보장회의다.

## 목적
2013년에 신설된 조직이며, 중국의 국가 안보 컨트롤 타워 역할을 한다. 중국의 안보 관련 업무의 조절 및 협력, 전략 생산에 기능이 집중된 것으로 평가된다.

## 구성원

### 의장
- 시진핑 중국공산당 중앙위원회 총서기 (의장)

### 부의장
- 리창 중화인민공화국의 국무원 총리 (부의장)
- 장더장 중국공산당 중앙정치국 상무위원회 (부의장)

### 위원
- 딩쉐샹 중국공산당 중앙판공청 주임 (중앙국가안전위원회 사무국장)
- 왕후닝 전국인민정치협상회의 주석
- 자오러지
- 왕후닝
- 차이치
- 딩쉐샹
- 리시
- 류궈중
- 리간제
- 리수레이
- 리훙중
- 마싱루이
- 스타이펑
- 왕이
- 위안자쥔
- 인리
- 장궈칭
- 장유샤
- 차이치
- 천민얼
- 천원칭
- 천지닝
- 허리펑
- 허웨이둥
- 황쿤밍